# شمس أباد (داوود أباد)
شمس أباد (بالفارسية: شمس‌آباد) هي قرية تقع في إيران في قسم داوود أباد الريفي. يقدر عدد سكانها بـ 45 نسمة بحسب إحصاء 2016.